# دائرة عين قشرة
دائرة عين قشرة إحدى دوائر ولاية سكيكدة. 
مقرها عين قشرة. 
ويقدر عدد سكان دائرة عين قشرة بحوالي 26 ألف نسمة حسب الإحصائيات الأخيرة، حيث تتمركز الأغلبية الساحقة في عاصمة الدائرة و هذا نظرا للنزوح الريفي خلال سنوات الأزمة.
يمارس سكان عين قشرة نشاطات مختلفة أهمها الفلاحة الجبلية و الرعي، أما النشاطات الصناعية فهي منعدمة رغم أنها تزخر بثروات غابية كالفلين و الزيتون و باطنية كالزئبق و الحديد.
و نظرا لبعدها عن عاصمة الولاية سكيكدة فقد نالت حظها الوافر من التهميش و الإقصاء، و لذلك فهي تفتقر إلى المرافق الضروررية للحياة المدنية، كما أن الزائر لا يجد أثرا لمنشآت الدولة بهذه الدائرة فعدد السكنات الاجتماعية لا يتعدى 500 سكن اجتماعي و هو العدد الذي نجده في أصغر الأحياء السكنية في دائرة الحروش مثلا.
تبلغ مساحتها 213.21 كم² يقطنها 26093 نسمة (أي بكثافة سكانية تقدر بـ 122 نسمة /كم²). 
وتضم كل من بلديات : 
- عين قشرة
- بودوخة
- الوجلة بوالبلوط